# Superman: Ítéletnap
A Superman: Ítéletnap (eredeti cím: Superman: Doomsday) egész estés amerikai 2D-s számítógépes animációs film, amely eredetileg DVD-n jelent meg 2007-ben. A forgatókönyvet Duane Capizzi és Bruce Timm írta, Bruce Timm, Lauren Montgomery és Brandon Vietti rendezte, a zenéjét Robert J. Kral szerezte, a producere Bruce Timm. A Warner Bros. Animation, a Warner Premiere és a DC Comics készítette.
Amerikában 2007. szeptember 18-án adta ki DVD-n a Warner Home Video, Magyarországon pedig 2007. december 3-án jelent meg DVD-n a Fórum Home Entertainment Hungary forgalmazásában.

## Cselekmény
A filmben a Lexcorp egy idegen hajó vizsgálata közben véletlenül kienged egy szörnyet, az Ítéletvégrehajtót, melyet a pusztításra készítettek. Superman szembeszáll a lénnyel, ám a legyőzéséhez kénytelen volt feláldozni magát. A világ gyászolja a hőst, azonban Lex Luthor létrehoz belőle egy klónt, aki nem egészen úgy viselkedik, ahogy kellene, ám kiderül, hogy az igazi Superman nem halt meg, így neki kell őt megállítania.

## Szereplők
| Szereplő                                 | Eredeti hang        | Magyar hang     |
| ---------------------------------------- | ------------------- | --------------- |
| Superman / Clark Kent                    | Adam Baldwin        | Kamarás Iván    |
| Lois Lane                                | Anne Heche          | Pálfi Kata      |
| Lex Luthor                               | James Marsters      | Bozsó Péter     |
| Toyman                                   | John DiMaggio       | Fekete Zoltán   |
| Robot                                    | Tom Kenny           | Seder Gábor     |
| Martha Kent                              | Swoosie Kurtz       | Kassai Ilona    |
| Mercy Graves                             | Cree Summer         | ?               |
| Perry White                              | Ray Wise            | Rosta Sándor    |
| Jimmy Olsen                              | Adam Wylie          | Varju Kálmán    |
| Damon Swank                              | Chris Cox           | Hegedűs Miklós  |
| TV-riporter                              | Hettie Lynne Hurtes | ?               |
| Rendőr                                   | James Arnold Taylor | ?               |
| Fúrógépkezelő                            | Townsend Coleman    | Haagen Imre     |
| Dr. Murphy                               | Kimberly Brooks     | Törtei Tünde    |
| Morcos férfi                             | Kevin Smith         | Papucsek Vilmos |
| További magyar hangok                    |                     |                 |
| Kiss Diána, Lázár Erika, Várnagy Katalin |                     |                 |

## Dalbetétek

### Számlista
| 1.    | Superman Doomsday Main Title  | 2:05 |
| 2.    | Fortress of Solitude          | 1:33 |
| 3.    | Alien                         | 2;25 |
| 4.    | Killing the Hick              | 0:52 |
| 5.    | Doomsday Rising               | 2:11 |
| 6.    | Superman vs Doomsday          | 1:49 |
| 7.    | Doomsday Battle               | 2:11 |
| 8.    | Superman's Sacrifice          | 2:38 |
| 9.    | The Death of Superman         | 2:07 |
| 10.   | Lois & Martha                 | 0:48 |
| 11.   | Toy Man Attacks               | 2:28 |
| 12.   | Return of the Hero            | 2:22 |
| 13.   | Superman Clone                | 3:16 |
| 14.   | Heartbeat                     | 0:43 |
| 15.   | Relocated                     | 1:13 |
| 16.   | Lois Was Right                | 0:37 |
| 17.   | Cat Rescue                    | 1:42 |
| 18.   | A Safe Superman               | 1:47 |
| 19.   | Lois' Plan                    | 2:21 |
| 20.   | Clone Discovery               | 1:30 |
| 21.   | Luthor's Fate                 | 0:32 |
| 22.   | Superman's Return             | 2:27 |
| 23.   | Superman vs. Superclone       | 4:56 |
| 24.   | Superman's Victory            | 4:23 |
| 25.   | Smallville Elementary         | 1:03 |
| 26.   | Superman: Doomsday End Titles | 2:58 |
| 57:34 |                               |      |